# Andrew McGahan
Pour les articles homonymes, voir Andrew et McGahan.
Andrew McGahan, né le 10 octobre 1966 à Dalby dans l'État du Queensland et mort le 1er février 2019 à Melbourne, est un écrivain australien de roman policier, de science-fiction et de fantasy.

## Biographie
Andrew McGahan naît à Dalby, neuvième enfant d'une famille qui en comptera dix. Il commence des études à l'université du Queensland à Brisbane qu'il quitte sans diplôme en 1985 pour aller travailler dans la ferme familiale. Il commence à écrire et exerce plusieurs petits métiers pour vivre.
Il publie son premier roman, Praise, en 1992, suivi de 1988, publié en 1998, l'année même où il adapte Praise pour le cinéma. Le film, réalisé par John Curran, est bien reçu en Australie où Andrew McGahan remporte en 1999 l'AACTA Award du meilleur scénario original.
Plutôt que de choisir une carrière de scénariste, il préfère continuer d'écrire des romans policiers et signe Derniers Verres (Last Drinks, 2000), Terres noires, terres blanches (The White Earth, 2004), Australia Underground (Underground, 2006), puis, en 2009, le roman de science-fiction Wonders of a Godless World. Il remporte plusieurs distinctions pour ses romans qui sont traduits dans plusieurs pays. En France, il est publié par la maison d'édition Actes Sud.
Il meurt d'un cancer du pancréas le 1er février 2019, à l'âge de 52 ans.

## Œuvre

### Romans
- (en) Praise, 1992
- (en) 1988, 1998
- Derniers Verres, Actes Sud, coll. « Actes noirs », 2007 ((en) Last Drinks, 2000)Réédition Actes Sud, coll. « Babel noir » no 18, 2008.
- Terres noires, terres blanches, Actes Sud, coll. « Antipodes », 2008 ((en) The White Earth, 2004)
- Australia Underground, Actes Sud, coll. « Actes noirs », 2008 ((en) Underground, 2006)Réédition Actes Sud, coll. « Babel noir » no 42, 2010.
- (en) Wonders of a Godless World, 2009
- (en) The Rich Man's House, 2019

### Romans pour jeunes adultes
- (en) The Coming of the Whirlpool, 2011
- (en) The Voyage of the Unquiet Ice, 2012
- (en) The Way of Four Isles, 2014
- (en) The Ocean of the Dead, 2016

### Pièces de théâtre
- (en) Bait, 1992

### Scénarios
- (en) Praise, 1998D'après son roman éponyme.
- Blood on the Cutting Room Floor (court métrage), 2008
- Wednesday (court métrage), 2018

## Adaptation

### Au cinéma
- 1998 : Praise (en), film australien réalisé par John Curran, d'après le roman éponyme, avec Sacha Horler et Peter Fenton

## Récompenses notables
- AACTA Award du meilleur scénario original : 1999 : Praise (scénario)
- Prix Ned-Kelly 2001 du meilleur premier roman pour Last Drinks[3]
- Prix Miles-Franklin 2005 :  The White Earth
- Prix Aurealis (meilleur roman de science-fiction 2009) : Wonders of a Godless World
- Prix Aurealis (meilleur roman d'horreur 2019) : The Rich Man's House